# Hanea paturau
Genre
Espèce
Hanea paturau, unique représentant du genre Hanea, est une espèce d'araignées aranéomorphes de la famille des Cyatholipidae.

## Distribution
Cette espèce est endémique de Nouvelle-Zélande. Elle se rencontre vers Paturau dans la région de Nelson.

## Description
Le mâle holotype redécrit par Griswold en 2001 mesure 1,80 mm.

## Étymologie
Son nom d'espèce lui a été donné en référence au lieu de sa découverte, Paturau.

## Publication originale
- Forster, 1988 : The spiders of New Zealand: Part VI. Family Cyatholipidae. Otago Museum Bulletin., vol. 6, p. 7-34.